# Gwiezdny pył (film 1982)
Gwiezdny pył − polski film obyczajowy z 1982 roku w reżyserii Andrzeja Kondratiuka, nakręcony na podstawie autorskiego scenariusza.

## Fabuła
Historia małżeństwa żyjącego z dala od świata, w otoczeniu natury i w symbiozie z przyrodą w chacie nad rzeczką Pokrzywniczką. Stary (Krzysztof Chamiec) − dziwak, majsterkowicz i wynalazca − konstruuje na spiętrzeniu rzeczki małą elektrownię wodną (koło młyńskie z prądnicą), buduje także aparat elektryczny zasilany prądem z tej elektrowni, który przekształca fale mózgowe w fale radiowe, wzmacnia je i wysyła jako przesłanie dla świata. Wszystko to pośród prostych drobnych codziennych czynności. Film jest pochwałą podstawowych wartości: miłości, zaufania, wyrozumiałości i opartego na nich życia.

## Obsada
Źródło: FilmPolski.pl
- Iga Cembrzyńska − Stara
- Krzysztof Chamiec − Stary
- Janusz Gajos − sąsiad Jabłonka
- Wojciech Alaborski − kowal
- Zygmunt Morawski
- Wojciech Giżyński
- Wojciech Olański
- Jan Paterek

### Dubbing
- Wanda Łuczycka − Stara
- Janusz Paluszkiewicz − Stary
- Zbigniew Buczkowski − kowal
- Jan Himilsbach − mężczyzna na złomowisku

## Nagrody
| Rok  | Festiwal                                   | Nagroda                                    | Odbiorca                         |
| ---- | ------------------------------------------ | ------------------------------------------ | -------------------------------- |
| 1983 | Festiwal Radiowo-Telewizyjny „Prix Futura” | Nagroda w kategorii widowisk artystycznych | Andrzej Kondratiuk               |
| 1983 | Pismo „Ekran”                              | Złoty Ekran za kreacje aktorskie           | Iga CembrzyńskaKrzysztof Chamiec |
| 1984 | Festiwal Polskich Filmów Fabularnych       | Nagroda Specjalna Jury                     | Andrzej Kondratiuk               |

## Znaczenie
Gwiezdny pył wskazywano jako jeden z pierwszych polskich filmów podejmujących temat energii odnawialnej.